# Sándor Radó
Sándor Radó (Budapest, 5 novembre 1899 – Budapest, 20 agosto 1981) è stato un cartografo, antifascista e agente segreto ungherese, direttore in Svizzera di una rete antinazista durante la seconda guerra mondiale.

## Biografia

### Giovinezza e formazione
Sándor Radó (il cui cognome originario era Reich, successivamente magiarizzato in Radó) nacque in una famiglia della piccola borghesia di religione israelita di Újpest, all'epoca un sobborgo industriale di Budapest. Nel 1917, subito dopo aver conseguito il diploma di scuola media superiore, Radó fu arruolato nell'esercito austro-ungarico e, dopo un addestramento alla scuola allievi ufficiali, nel 1918 fu assegnato a un reggimento di artiglieria. Durante il periodo della ferma studiò legge all'università delle scienze di Budapest.

### L'antifascista
Nel dicembre del 1918, dopo la caduta della monarchia austro-ungarica, Radó si iscrisse al Partito Comunista Ungherese. Con l'instaurazione della Repubblica Sovietica Ungherese (marzo 1919) Radó fu nominato cartografo in una divisione dell'Armata Rossa ungherese. Poco dopo Ferenc Münnich, il commissario politico della divisione a cui apparteneva Radó, lo nominò commissario politico del reparto artiglieria. Radó prese parte a numerosi combattimenti in cui il governo di Béla Kun fu coinvolto durante la sua brevissima vita e il 1º settembre 1919, caduto il governo comunista in Ungheria, Radó riparò in Austria. Studiò geografia e cartografia all'Università di Vienna, dedicandosi ugualmente alla militanza politica; scrisse abitualmente di questioni militari su "Kommunismus", una rivista di lingua tedesca edita dai fuoriusciti ungheresi in Austria, e alla diffusione di propaganda comunista.
Continuò negli studi e nella militanza comunista anche in Germania, dove Radó si trasferì nel 1922 e risiedette a Jena e a Lipsia. Temendo di essere arrestato per aver preso parte nell'ottobre 1923 a un tentativo di sollevazione armata comunista, nel settembre 1924 Radó lasciò la Germania e si recò in Unione Sovietica. Ritornò in Germania nel 1926 dedicandosi alla cartografia (fondò a Berlino la "Pressgeography", un'agenzia di geografia) e all'insegnamento della geografia politica mettendosi in luce come intellettuale marxista. Nel 1933, dopo la presa del potere da parte dei nazisti in Germania, Radó e sua moglie Lena (sorella del direttore d'orchestra Hermann Scherchen) si rifugiarono in Francia, dopo una breve sosta in Austria; a Parigi, dove la coppia si stabilì, Radó fondò l'"Inpress", una agenzia di stampa antinazista indipendente.

### L'agente segreto
La sua attività di agente segreto iniziò attorno al 1935 quando, dopo essere stato avvicinato da Artur Artuzov, primo vicedirettore del servizio segreto militare sovietico durante una visita a Mosca, Radó accettò di fornire informazioni sulla Germania nazista. Ricordò la sua attività a Parigi Arthur Koestler, il quale fu ospitato da Radó a Parigi nel 1935. Nel 1937 Radó si recò anche in Italia per raccogliere informazioni sull'aiuto militare italiano a Franco nella guerra civile spagnola. Nel 1938 Radó ebbe contatti a Berna col giornalista svizzero Otto Puenter il quale gli diede ulteriori informazioni militari riguardanti l'Italia.
Nel 1939 Radó riuscì a ottenere un permesso di soggiorno in Svizzera e si trasferì a Ginevra dove fondò la "Geopress", una società di cartografia. Nel 1940 Radó prese contatto con Alexander Foote, un inglese agente segreto dei sovietici in Svizzera il quale aveva aderito nel 1938 alla rete di Ursula Kuczynski. Foote divenne un operatore radio per la rete spionistica di Radó e nel marzo 1941 riuscì a stabilire la comunicazione radio da Losanna con la Sede centrale di Mosca. Radó utilizzava nelle comunicazioni radio il nome in codice "Dora", anagramma del suo cognome. Nella prima metà del 1941 "Luiza", un ufficiale dei servizi segreti svizzeri diede a Otto Puetner e a Radó l'importante informazione dell'aumentata concentrazione di divisioni tedesche della Wehrmacht a Est, verso il confine con l'URSS; l'informazione, segno di un imminente attacco tedesco, fu respinta da Stalin al pari delle analoghe inviate nello stesso periodo da Richard Sorge e da altri agenti sovietici. Dopo l'inizio dell'Operazione Barbarossa (22 giugno 1941) la rete di Radó continuò a fornire allo stato maggiore sovietico informazioni molto preziose sulle forze tedesche. Attraverso Christian Schneider, un avvocato tedesco che fino al 1939 aveva lavorato in Svizzera nell'Organizzazione internazionale del lavoro, Radó entrò in contatto con Rudolf Roessler, un politico tedesco emigrato in Svizzera e residente a Lucerna. Roessler, il cui nome in codice era "Lucy", mostrava di avere in Germania delle straordinaria fonti di informazioni militari. Secondo le successive rivelazioni di Foote, Roessler in realtà sarebbe stato un canale utilizzato dai servizi segreti britannici per trasmettere ai sovietici alcuni risultati ottenuti dai britannici in seguito alla violazione del cifrario tedesco (Operazione Ultra) senza tuttavia che ai sovietici fosse rivelata tale facoltà.
Nel luglio del 1942 l'Abwehr e la Gestapo smantellarono la rete di Leopold Trepper, la cosiddetta "Rote Kapelle", le cui trasmittenti erano situate a Bruxelles. I tedeschi scoprirono in quell'occasione anche l'esistenza della rete di Radó in quanto tra la rete di Trepper e quella di Radó vi erano stati alcuni contatti attraverso Anatoly Gurevich, un agente dei sovietici il cui nome in codice era "Kent". I tedeschi furono in grado di conoscere anche il cifrario utilizzato dalle trasmittenti di Radó. Nel frattempo la rete di Radó continuò a fornire a Mosca preziose informazioni militari; per esempio, nell'aprile 1943 Stalin ebbe notizia sulla prevista offensiva tedesca a Kursk grazie a "Werter", una fonte di Roessler in Germania. Nella seconda metà del 1943 i tedeschi convinsero le autorità svizzere ad agire contro la rete di Radó. La polizia svizzera rintracciò le radio trasmittenti di Radó e il 14 ottobre cominciò a eseguire una serie di arresti che coinvolse tutti gli agenti tranne Radó e la moglie. I due si rifugiarono dapprima presso Hermann Scherchen. Il 16 settembre 1944, Radó e la moglie attraversarono illegalmente in treno il confine svizzero-francese, e qualche giorno dopo raggiunsero Parigi.

### La condanna
Nel gennaio 1945, Radó e Trepper si imbarcarono su un aereo che avrebbe dovuto portarli in Unione Sovietica dopo aver sorvolato il Nord Africa. Sospettando che, una volta giunto in Unione Sovietica, sarebbe stato arrestato, durante una sosta al Cairo Radó fuggì dall'aereo e riuscì a raggiungere l'ambasciata britannica dove chiese asilo politico; poiché questo gli fu negato, Radó tentò il suicidio. Ricoverato in ospedale, nell'agosto 1945 Radó fu estradato dall'Egitto in Unione Sovietica, sulla base di una falsa accusa, e portato a Mosca sotto scorta. Nel dicembre 1946, fu condannato da un tribunale speciale, senza processo, a 10 anni di carcere con l'accusa di spionaggio contro l'Unione Sovietica.

### La riabilitazione

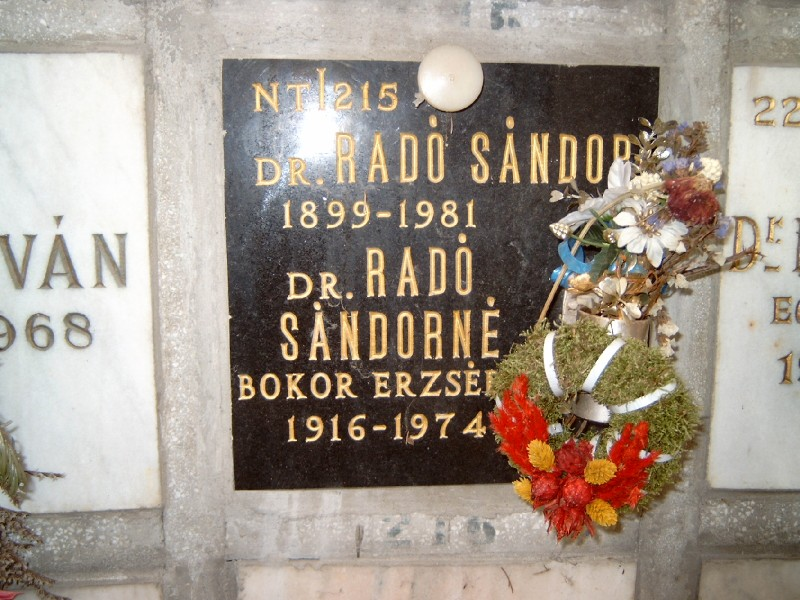
Tomba di Sándor Radó al Cimitero di Farkasrét a Budapest

Fu liberato, e gli fu permesso di tornare in Ungheria, dopo la morte di Stalin (1954). Dopo il XX Congresso del PCUS (1956) fu ufficialmente riabilitato dal Collegio militare della Corte suprema dell'URSS. Nel 1958, dopo che nel 1955 era stato nominato capo del servizio cartografico ungherese, ottenne la cattedra di cartografia all'Università di Scienze Economiche di Budapest «Karl Marx». Nel 1962 ricevette il prestigioso Premio Kossuth per i suoi studi di cartografia. Nel 1971 pubblicò le sue memorie in ungherese, tradotte in diverse lingue fra cui l'italiano; la prima edizione non censurata, sulla base del manoscritto originale, è stata pubblicata a Budapest, dallo stesso editore, solo nel 2006.

## Scritti
- Nome di battaglia Dora (autobiografia), Milano: La pietra, 1972
- Sándor Radó (editor in chief), National atlas of Hungary: prepared with the cooperation of the Geographical committee of the Hungarian Academy of sciences,  Budapest: Cartographia, 1967
- Ivan du Jonchay e Sándor Radó (eds), Atlas international Larousse politique et économique, with an english version, publié sous la direction de Ivan du Jonchay et de Sándor Radó, Paris: Librairie Larousse, 1965
- Welthandbuch: Internationaler politischer und wirtschaftlicher Almanach, bearbeitet von Sándor Radó, Budapest: Corvina Verlag, 1962
- Ökonomische Geographie der Ungarischen Volksrepublik: Kollektivarbeit des Instituts für Ökonomische Geographie der Karl-Marx Universitat fur Okonomie, Berlin: Verlag Die Wirtschaft, 1962
- Politikai es gazdasagi vilagatlasz, Budapest: Kartografiai Vallalat, 1961
- Europäisches Russland und die Randstaaten, Berlin: Westermann-Verlag, 1933
- Groß-Hamburg, Berlin: Neuer Deutscher Verlag, 1929
- Führer durch die Sowjetunion, Berlin: Neuer Deutscher Verlag, 1928
- Politische und Verkehrskarte der Sowjetrepubliken, Braunschweig: G. Westermann, 1924